# 东晓南路高架
东晓南路高架位于中华人民共和国廣東省广州市海珠区，是一座呈南北走向的高架路，为东晓南路上的建设的内环路放射线之一，设计为双向四线行车，工程于2006年12月1日建成试通车。
东晓南路高架未来会继续向南延伸，跨过南洲路后，通过海珠湾隧道，往广州南站方向接入附近路网（包括南大干线），为此，2024年8月13日至2025年6月30日，内环路东晓南放射线高架桥（南洲路至盈丰路段）实施拆除重建施工。